# Водостај (Карловац)
Водостај је насељено место у саставу града Карловца у Карловачкој жупанији, Република Хрватска.

## Историја
До територијалне реорганизације у Хрватској налазио се у саставу старе општине Карловац.

## Становништво
На попису становништва 2011. године, Водостај је имао 504 становника.
| Демографија | Демографија | Демографија |
| Година      | Становника  | Становника  |
| ----------- | ----------- | ----------- |
| 1971.       | 611         |             |
| 1981.       | 717         |             |
| 1991.       | 756         |             |
| 2001.       | 705         |             |
| 2011.       |             | 504         |

## Попис1991.
На попису становништва 1991. године, насељено место Водостај је имало 756 становника, следећег националног састава:
| Попис 1991.‍  | Попис 1991.‍  | Попис 1991.‍ | Попис 1991.‍ | Попис 1991.‍ |
| ------------ | ------------ | ----------- | ----------- | ----------- |
|              |              |             |             |             |
| Хрвати       | Хрвати       |             | 736         | 97,35%      |
| Срби         | Срби         |             | 3           | 0,39%       |
| Југословени  | Југословени  |             | 2           | 0,26%       |
| Муслимани    | Муслимани    |             | 2           | 0,26%       |
| Албанци      | Албанци      |             | 1           | 0,13%       |
| Македонци    | Македонци    |             | 1           | 0,13%       |
| Словенци     | Словенци     |             | 1           | 0,13%       |
| неопредељени | неопредељени |             | 7           | 0,92%       |
| регион. опр. | регион. опр. |             | 1           | 0,13%       |
| непознато    | непознато    |             | 2           | 0,26%       |
| укупно: 756  |              |             |             |             |